# Nesiotoniscus delamarei
Nesiotoniscus delamarei is een pissebed uit de familie Trichoniscidae. De wetenschappelijke naam van de soort is voor het eerst geldig gepubliceerd in 1954 door Vandel.